# Sydney Chaplin (1885-1965)
Pour les articles homonymes, voir Sydney Chaplin, Chaplin (homonymie) et Famille Chaplin.
 (juillet 2017).
Si vous disposez d'ouvrages ou d'articles de référence ou si vous connaissez des sites web de qualité traitant du thème abordé ici, merci de compléter l'article en donnant les références utiles à sa vérifiabilité et en les liant à la section « Notes et références ».
Sydney « Syd » Chaplin, né le 16 mars 1885 à Londres et mort le 16 avril 1965 à Nice, est un acteur et réalisateur britannique. Il est le demi-frère aîné de Charlie Chaplin.

## Biographie
Sydney Chaplin naît sous le nom de Sydney John Hill, de Hannah Hill (une artiste de music-hall connue sous le nom de Lili Harley) et de père inconnu. Sa mère épouse trois mois plus tard Charles Chaplin Senior qui le reconnaît et lui donne son nom. Un second fils naît en 1889 : Charles Spencer Chaplin Jr., dit Charlie. Le couple se sépare en 1892 lorsque, revenant d'une tournée aux États-Unis, Charles Chaplin Sr. apprend que sa femme a donné naissance à un garçon, George Wheeler, né de sa relation avec le producteur Leo Dryden. 
À la suite d'un séjour de leur mère en hôpital psychiatrique, les enfants sont placés à l'Assistance publique puis repris par leur père, mais celui-ci meurt d'une cirrhose en 1901. De retour chez leur mère, Sydney s'engage alors dans la marine, après avoir fait engager Charlie, qui n'a que neuf ans, dans la troupe des Eight Lancashire Lads. Il fait ensuite partie avec son frère de la troupe Karno. Il y reste de 1906 à 1913.
Au début de la Première Guerre mondiale, il rejoint son frère parti tenter sa chance à Hollywood quelques mois plus tôt, et entame lui aussi une carrière au cinéma. Il signe un contrat avec Mack Sennett à la Keystone dès lors que son frère Charles décide de quitter la compagnie pour rejoindre l'Essanay. Si sa renommée n'égale jamais celle de son frère, il apparaît néanmoins dans une trentaine de films, incarnant notamment le héros de la série des Gussle. Il joue des rôles secondaires dans cinq films réalisés par Charlie. Il réalise aussi (ou coréalise) quelques films comiques avant de devenir en 1918 directeur des Charles Chaplin Productions, se consacrant dès lors quasiment exclusivement à la gestion de la carrière de son frère.
Il meurt à Nice le 16 avril 1965, jour du 76e anniversaire de Charlie Chaplin.
Son frère Charlie Chaplin donne son nom à son fils, Sydney Chaplin, également comédien.

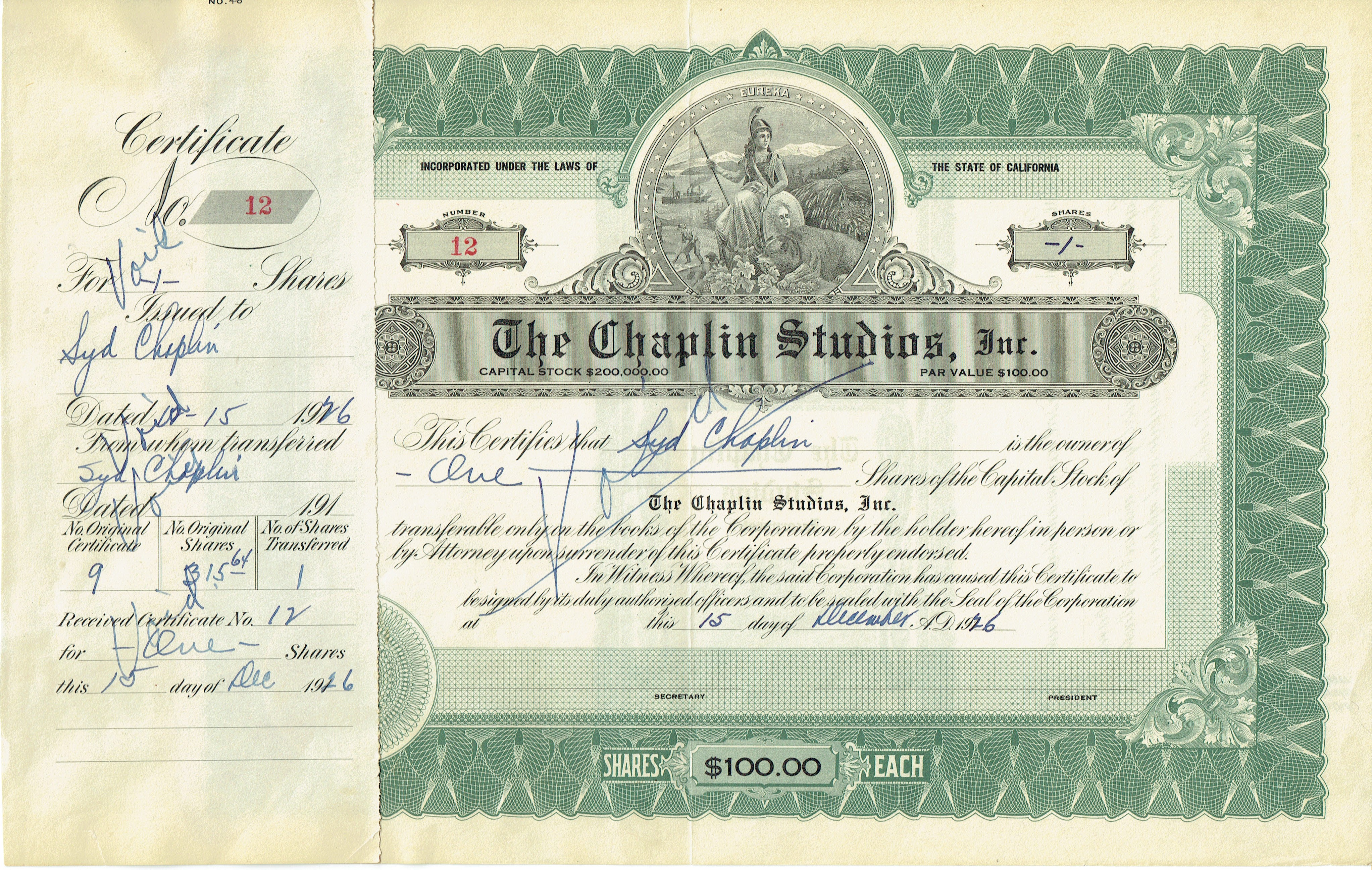
Action des Chaplin Studios, Inc. en date du 15 decembre 1926, publié à Syd Chaplin.

## Filmographie

### Réalisateur
- 1915 : King, Queen and Joker
- 1915 : Le Sous-marin pirate (A Submarine Pirate), coréalisation de Charles Avery
- 1915 : A Lover's Lost Control, coréalisation de Charles Avery
- 1915 : Gussle Rivals Jonah, coréalisation de Charles Avery
- 1915 : Gussle Tied to Trouble, coréalisation de Charles Avery
- 1915 : Gussle's Backward Way, coréalisation de Charles Avery
- 1915 : Gussle's Wayward Path, coréalisation de Charles Avery

### Acteur
- 1914 : Fatty's Wine Party de Roscoe Arbuckle
- 1914 : Among the Mourners de Walter Wright
- 1914 : Gussle, the Golfer de Dell Henderson : Gussle
- 1915 : Gussle's Wayward Path de Charles Avery : Gussle
- 1915 : Hushing the Scandal ou Friendly Ennemies de Mack Sennett
- 1915 : Giddy, Gay, and Ticklish de Nick Cogley : le barbier
- 1915 : Caught in a Park de Frank Griffin
- 1915 : That Springtime Feeling de F. Richard Jones : Gussle
- 1915 : Gussle Rivals Jonah de Charles Avery et Sydney Chaplin : Gussle
- 1915 : L'Escapade de Julot (Gussle's Day of Rest) de Charles Avery : Gussle
- 1915 : Gussle's Wayward Way de Charles Avery et Sydney Chaplin : Gussle
- 1915 : Gussle's Backward Way de Charles Avery et Sydney Chaplin : Gussle
- 1915 : Gussle Tied to Trouble de Charles Avery et Sydney Chaplin : Gussle
- 1915 : A Lover's Lost Control de Charles Avery et Sydney Chaplin : Gussle
- 1915 : Le Sous-marin pirate (A Submarine Pirate) de Charles Avery et Sydney Chaplin
- 1916 : No One to Guide Him d'Erle C. Kenton
- 1918 : Une vie de chien (A Dog's Life) de Charlie Chaplin :  le propriétaire du snack
- 1918 : The Bond de Charlie Chaplin : le Kaiser
- 1918 : Charlot soldat (Shoulder Arms) de Charlie Chaplin : le Kaiser / le sergent américain
- 1921 : King, Queen and Joker de Sydney Chaplin : le roi / le Joker
- 1922 : Jour de paye (Pay Day) de Charlie Chaplin : l'ami de Charlie / le propriétaire du snack
- 1923 : Her Temporary Husband de John McDermott : Judd
- 1923 : The Rendezvous de Marshall Neilan : Winkie
- 1923 : Le Pèlerin  (The Pilgrim) de Charlie Chaplin : l'évadé / le conducteur du train / le père du petit garçon
- 1924 : Une jeune fille qui se lance (The Perfect Flapper) de John Francis Dillon : Dick Trayle
- 1924 : The Galloping Fish de Del Andrews : Freddy Wetherill
- 1924 : Hello, 'Frisco de Slim Summerville
- 1925 : La Bonne du colonel (The Man on the Box) de Charles Reisner : Bob Warburton
- 1925 : Charley's Aunt de Scott Sidney : sir Fancourt Babberley
- 1926 : The Better 'Ole de Charles Reisner : William « Old Bill » Busby
- 1926 : Oh What a Nurse! de Charles Reisner : Jerry Clark
- 1927 : The Missing Link de Charles Reisner : Arthur Wells
- 1927 : The Fortune Hunter de Charles Reisner : Nat Duncan
- 1928 : Le Mari déchaîné (A Little Bit of Fluff) de Jess Robbins et Wheeler Dryden : Bertram Tully